# Piotr Zakoworot
Piotr Antonowicz Zakoworot (ros. Пётр Антонович Заковорот, ukr. Петро Антонович Заковорот, Petro Antonowycz Zakoworot; ur. w 1871 w Kupjewasze, zm. 5 marca 1951 w Charkowie) – rosyjski i radziecki szermierz pochodzenia ukraińskiego, specjalizujący się w szabli, olimpijczyk z Paryża (1900) w barwach Imperium Rosyjskiego.
Urodził się w ukraińskiej rodzinie chłopskiej niedaleko Charkowa, a nauki pobierał w Warszawie. W 1899 zwyciężył w prestiżowym turnieju w Budapeszcie. Był jednym z czterech reprezentantów w ekipie Imperium Rosyjskiego na drugich w historii igrzyskach olimpijskich. W indywidualnym turnieju szablistów zawodowców zajął 7. miejsce. Drugim reprezentantem Imperium Rosyjskiego w tych zawodach był jego nauczyciel Julian Michaux (który był piąty).
W 1910 roku zajął trzecie miejsce w turnieju szermierczym w Paryżu (Michaux był piąty). Od 1911 roku pracował jako nauczyciel w Petersburgu, w 1920 powrócił do Charkowa. Zasłużony Mistrz Sportu ZSRR (1945).